# Mark McSwain
Mark Toa McSwain (* 18. Juli 1965 in Newark (New Jersey)) ist ein ehemaliger US-amerikanisch-belgischer Basketballspieler.

## Werdegang
McSwain besuchte als Schüler die St. Pius X Catholic High School in Atlanta. 1986 gewann er mit der Mannschaft der University of Louisville den Meistertitel in der NCAA. Seine Laufbahn als Berufsbasketballspieler begann in Finnland. In der Saison 1987/88 erreichte der US-Amerikaner für Torpan Pojat Mittelwerte von 23,8 Punkte und 14 Rebounds je Begegnung. Von 1988 bis 1990 stand er hernach im selben Land bei Helsingin NMKY unter Vertrag.
1990/91 spielte McSwain in Israel für Beitar Tel Aviv. Von 1992 bis 1995 spielte er für Élan Sportif Chalonnais, dann in der Saison 1995/96 ebenfalls in Frankreichs zweiter Liga für RCM Toulouse, dort kam es aber vorzeitig zur Trennung.
McSwain stand zwischen 1996 und 2000 bei den Atomics Brussels (Maccabi Etterbeek) in Belgien unter Vertrag. Zum Spieljahr 2000/01 wechselte er innerhalb des Landes nach Lüttich. Er blieb ein zweites Spieljahr in Lüttich. McSwain, der die belgische Staatsbürgerschaft annahm, wechselte aus Lüttich zu Eurolines Vilvoorde. 2003 wurde sein Vertrag dort nicht verlängert. 2004 gelang ihm mit Union Hutoise der Aufstieg in die erste belgische Liga.
Er wurde in Belgien unternehmerisch im Gastgewerbe tätig. Bei der Imbisskette Subway wurde er für die Geschäftsentwicklung im Süden Belgiens verantwortlich.
McSwains Sohn Marlo wurde ebenfalls Leistungsbasketballspieler.